# Commercial service provider
Un Commercial Service Provider (CSP) è una particolare categoria di Internet service provider che, oltre ad offrire l'accesso a Internet con i relativi servizi, offre un completo pacchetto di hosting, con in aggiunta un insieme di software per il commercio elettronico.
L'utenza alla quale è rivolta tale tipologia di servizio va dal privato alle piccole-medie imprese, con una molteplicità di soluzioni e relativi costi.

## Tipologie di CSP
Nella fascia bassa, a prezzi molto accessibili, ci sono CSP che offrono template semplici; questo è il caso di semplici siti di commercio elettronico, in cui sono presenti i servizi e le funzioni più importanti. Ad un livello più alto, si trovano i CSP di tipo Mall (centro commerciale), che sono costituiti da una molteplicità di negozi che offrono una vasta gamma di prodotti, divisi per categorie e genere. Insieme a quest'ultima soluzione, in genere vengono affiancate anche soluzioni relative alla gestione dei clienti (Customer relationship management, noto anche come CRM) e dei rapporti con le altre aziende (Supply chain management, noto anche come SCM) facenti parte della stessa filiera produttiva.